# کلاریسا بونت
کلاریسا بونت (انگلیسی: Clarissa Bonet؛ زادهٔ ۱ ژانویهٔ ۱۹۸۶) هنرمند و عکاس آمریکایی است. 
آثار او در مجموعه‌های موزه هنرهای زیبا، هیوستون و موزه عکاسی معاصر گنجانده شده است.
او در سال ۲۰۱۹ برنده جایزه بزرگ هاسلبلاد ایکس یو شد.